# Liste der Monuments historiques in Baron (Oise)
Die Liste der Monuments historiques in Baron (Oise) führt die Monuments historiques in der französischen Gemeinde Baron auf.

## Liste der Bauwerke
| Bezeichnung                 | Beschreibung                              | Standort | Kennzeichnung | Schutzstatus | Datum | Bild           |
| --------------------------- | ----------------------------------------- | -------- | ------------- | ------------ | ----- | -------------- |
| Kirche St-Pierre-St-Paul    | Erbaut ab dem 12. Jahrhundert             | (Lage)   | PA00114496    | Classé       | 1840  | weitere Bilder |
| Manoir de Beaulieu-le-Vieux | Herrenhaus, erbaut ab dem 16. Jahrhundert | (Lage)   | PA00114497    | Classé       | 1982  | weitere Bilder |

## Liste der Objekte
| Bezeichnung                         | Beschreibung                                | Standort                               | Kennzeichnung | Schutzstatus | Datum | Bild           |
| ----------------------------------- | ------------------------------------------- | -------------------------------------- | ------------- | ------------ | ----- | -------------- |
| Bank des Kirchenvorstands           | Holz, erste Hälfte des 18. Jahrhunderts     | in der Kirche St-Pierre-St-Paul (Lage) | PM60000074    | Classé       | 1925  | weitere Bilder |
| Relief Toter Christus               | Stein                                       | in der Kirche St-Pierre-St-Paul (Lage) | PM60004205    | Inscrit      | 1991  |                |
| Skulptur Madonna mit Kind           | Kalkstein, Anfang des 14. Jahrhunderts      | in der Kirche St-Pierre-St-Paul (Lage) | PM60000072    | Classé       | 1925  |                |
| Retabel des Hauptaltars             | Holz, bemalt und vergoldet, 18. Jahrhundert | in der Kirche St-Pierre-St-Paul (Lage) | PM60003514    | Classé       | 2012  |                |
| Skulptur Unbefleckte Empfängnis     | Gips, erste Hälfte des 19. Jahrhunderts     | in der Kirche St-Pierre-St-Paul (Lage) | PM60004965    | Inscrit      | 1910  |                |
| Wandvertäfelung                     | Holz, erste Hälfte des 18. Jahrhunderts     | in der Kirche St-Pierre-St-Paul (Lage) | PM60000071    | Classé       | 1902  |                |
| Ölgemälde Porträt eines Philosophen | 1668, Signatur: „Laroche pinxit“            | in der Kirche St-Pierre-St-Paul (Lage) | PM60000073    | Classé       | 1925  |                |
| Skulptur des Apostels Paulus        | Kalkstein, um 1400                          | in der Kirche St-Pierre-St-Paul (Lage) | PM60000075    | Classé       | 1925  |                |